# بالگردگاه ایلیماناک
بالگردگاه ایلیماناک (به انگلیسی: Ilimanaq Heliport) یک فرودگاه همگانی است. این فرودگاه در کشور استرالیا قرار دارد .